# ヨーン・ガブリエル・ボルクマン
『ヨーン・ガブリエル・ボルクマン』（『ジョン・ガブリエル・ボルクマン』、John Gabriel Borkman）は、1896年にヘンリック・イプセンによって書かれた戯曲。イプセン晩年の作品で、イプセンの最後から2番目の作品に当たる。初演は1897年ヘルシンキのスウェーデン劇場とスオミ劇場（現在のフィンランド国立劇場）で行われた。

## 概要
イプセンは、実際にあった将校の横領事件と自殺未遂に着想を得、1896年夏に執筆を開始した。作品は同年12月15日には出版され、翌年1897年に上演された。作品としては観客と評論家の双方から好評であり、初版は1万5000部であった。『人形の家』以来の成功をもたらしたとされる。初演の後、フランクフルト・アム・マイン、コペンハーゲン、ストックホルム、ベルリン、ロンドンなどの各都市で公演された。

### 日本での受容
日本においては1909年11月、小山内薫、市川左團次らの自由劇場第1回公演における演目『ジョン・ガブリエル・ボルクマン』として上演された。台本は森鷗外訳で、ボルクマン役を左團次、他に左團次一座の若い歌舞伎役者が出演した。以後、自由劇場は文芸協会（坪内逍遥、島村抱月ら）と並んで新劇運動の中心となった。『ボルクマン』はイプセン劇の本格的な初上演作として、日本近代演劇史に残ることとなった。
但し、当時の劇評はイプセンの意図とは正反対である。例えば岩野泡鳴は劇評で第四幕を蛇足とし、第三幕で実質のある劇として殆ど尽きているとしている。森鴎外は国民新聞紙上に翻訳と同時に『シュレンテルのボルクマン評』を掲載し、その中で『ボルクマン』を「冬季の戯曲」「衰老の戯曲」と評していることを紹介している。しかし、それにも関わらず、当時の観客の大半が『ボルクマン』を、息子エルハルトが自由を求める青年劇と受け取っていたきらいがある。こうしたイプセン戯曲の曲解は長らく続くが、1990年の原千代海によるノルウェー語からの直訳『イプセン戯曲全集』が公刊され、それに伴う忠実な解釈が行われるようになってきた。2010年の「ジョン・ガブリエルと呼ばれた男」では、さらに登場人物を4人に絞り、人生の終盤においてもまだ自分の夢を諦めない老人をテーマとした。

## 登場人物
人物の名称については翻訳によって表記揺れが見られる。
- ヨーン・ガブリエル（ジョン・ガブリエル）・ボルクマン（John Gabriel Borkman）：主人公、元銀行家
- グンヒルド（グンヒル）・ボルクマン（Gunhild Borkman）：ボルクマン夫人
- エルハルト・ボルクマン（Erhart Borkman）：ボルクマン夫妻の息子
- エルラ・レントヘイム（レントハイム）（Ella Rentheim）：グンヒルドの双子の妹
- ファニー・ウィルトン夫人（Fanny Wilton）：エルハルトの恋人
- ヴィルヘルム・フォルダル（フォルダール）（Vilhelm Foldal）：ボルクマンの友人
- フリーダ・フォルダル（Frida Foldal）：フォルダルの娘
- マレーネ（Malene）：グンヒルドの女中

## あらすじ
一介の鉱夫の子として生まれたヨーン・ガブリエル・ボルクマンは、実業家として立身出世し、銀行頭取となる。ボルクマンは国中の鉱山を発掘することで、国の産業界を掌握し栄光と権力を体現しようと野心を抱く。ボルクマンは自らが頭取を務める銀行から不正に資金を融資した。ボルクマンの不正融資を知るのは弁護士のヒンケルであったが、ヒンケルを味方につけるためヒンケルが密かに恋心を抱いていた、自分の恋人エルラを譲り、自身はエルラの双子の姉グンヒルドと愛情のない結婚をする。しかし肝心のエルラはヒンケルになびかず、ヒンケルはエルラが自分に愛情を示さないのは、昔の恋人であるボルクマンが背後にあって糸を引いていると邪推した。ヒンケルはボルクマンを不正融資を暴露し、ボルクマンは8年の実刑判決を受けた。ボルクマン刑期を終えた後、破産し零落の身を、エルラの提供した別荘に寄せ2階の一室に8年間閉じこもった生活を送っていた。グンヒルトとの夫婦仲は冷え切ったものとなっていた。また、グンヒルトとエルラ姉妹はかつてボルクマンをめぐり、そしてボルクマンの懲役に際しては、ボルクマンの息子エルハルトをエルラが引き取り養育したため、エルハルトをめぐり互いに憎悪する間柄になっていた。ボルクマンを訪ねるのはボルクマン同様に老残の下級書記フォルダルとその娘フリーダだけであった。
ある日、エルラがボルクマンの隠居を訪問する。彼女は不治の病に冒され余命幾ばくもない。エルハルトを再び自分の手元に引き取りたいと考えるが、実子エルハルトに未来を託するグンヒルトは実妹の願いを拒絶する。ボルクマンは二階の自室でフォルダルと話し、自分が後少しのところで手に入れそこなった栄光と権力をエルハルトとともに再び手に入れようという目論見を語る。しかし、エルハルト本人は、こうした老人の手前勝手な考えなどは、全く思考の枠外にあった。結局、エルハルトは年上の情人ファニー・ウィルトン夫人とともにフリーダを連れ南の国に旅立つ。失意のボルクマンは自分ひとりでも再び栄光と権力の座を目指そうと夢想する。そして8年間の時を超え、二階の部屋から、雪の戸外に出る。そしてボルクマンを追ってきたエルラと昔、二人が逢引の場とした丘の上で、夢を思いつつ心臓発作で死ぬ。エルラと二人を追ってきたグンヒルトは、ボルクマンの遺体を前に和解の握手をした。

## 翻訳

### 英訳
- ウィリアム・アーチャー『JOHN GABRIEL BORKMAN』、1896年。チャールズ・スクリブナーズ・サンズ『The Collected Works of Henrik Ibsen, Volume XI』

### 日本語訳
- 岸上質軒訳 『したゝかもの』 文芸倶楽部　1897年
- 小杉乃帆流訳 『ボルクマン』 白百合　1907年
- 森鷗外訳　
  - 『ジョン・ガブリエル・ボルクマン』 國民新聞（自由劇場の台本）1909年7月
  - 『ジョン・ガブリエル・ボルクマン』 画報社　1909年12月
  - 『ジョン・ガブリエル・ボルクマン』 春陽堂書店（世界名作文庫）1932年
  - 『ジョン・ガブリエル・ボルクマン』 ゆまに書房（オンデマンド版、春陽堂書店刊の復刻）　昭和初期世界名作翻訳全集18　2004年
- 柳川春葉、佐藤紅緑訳 『イプセン全集』（巻の一）『ジョン・ガブリエル・ボルクマン』杉本梁江堂　1910年
- 秋田雨雀訳 『イプセン全集8』『ジョン・ガブリエル・ボルクマン』人間社出版部　1921年
- 楠山正雄訳　
  - 『ジヨン・ガブリエル・ボルクマン』（『近代劇大系3・北欧篇3』）近代劇大系刊行会　1924年　
  - 『ジヨン・ガブリエル・ボルクマン』（『世界戯曲全集28・北欧篇1・イプセン集』）近代社（世界戯曲全集刊行会）　1928年
- 河合逸二訳 『ジョン・ガブリエル・ボルクマン』（『袖珍世界文学叢書1・イブセン集』）中央出版社　1927年
- 原千代海訳 『ヨーン・ガブリエル・ボルクマン』（『イプセン戯曲全集5』）未來社　1990年
- 毛利三彌訳 『ヨーン・ガブリエル・ボルクマン』（『イプセン戯曲選集（現代劇全作品）』）東海大学出版会 1998年
  - 新版『ヨーン・ガブリエル・ボルクマン』（『イプセン現代劇上演台本集』）論創社　2014年
- 笹部博司脚色 『ジョン・ガブリエルと呼ばれた男』（『笹部博司の演劇コレクション・イプセン篇4』）星雲社 2008年

## 公演

### 1968年公演
劇団民藝による公演。訳・演出は菅原卓。出演、清水将夫、奈良岡朋子、伊藤孝雄、小夜福子、細川ちか子。

### 1997年公演
演劇集団 円による公演。

#### 公演期間
- 1997年9月18日（木）～9月27日（土） 紀伊国屋サザンシアター（千駄ヶ谷）

#### スタッフ
- 作:イプセン
- 演出:安西徹雄
- 翻訳:毛利三彌
- 美術:畑野―恵
- 照明:田中喜久夫
- 衣裳:渡辺園子
- 音響・効果:高橋巌

#### キャスト
- 仲谷昇、平木久子、草野裕、千種かおる、井出みな子、原千晴、大竹周作、高橋理恵子

### ヨーン・ガブリエル・ボルクマン ― 氷の炎 ―
1998年劇団銅鑼による公演。演出はセルゲイ・ユールスキー。出演、鈴木瑞穂。

### 2009年公演

#### 公演期間
- 2009年11月25日（水）～11月29日（日） 俳優座劇場（六本木）

#### スタッフ
- 作:イプセン
- 台本・演出:毛利三彌
- 演出助手:ドラマトゥルグ　中川順子
- 美術:内山勉
- 照明:桜井真澄
- 音響:井出比呂志
- 映像:三宅流
- 衣装:樋口藍
- 舞台監督:市川兵衛
- 制作:栗原暢隆
- プロデューサー:名取敏行
- 製作、主催:名取事務所
- 後援:駐日本ノルウェー大使館

#### キャスト
- 池田勝、井口恭子、新井純、本田次希、斎藤深雪、大庭藍、松崎賢吾、小川恵子

### ジョン・ガブリエルと呼ばれた男
上演台本笹部博司、演出栗山民也。台本を書いた笹部は森鴎外訳を中心にその他の主要な訳を参考に台本を執筆。上述の通り、登場人物をボルクマン、グンヒル、エルラ姉妹、フォルダルの4人に絞った。

#### 公演期間
- 東京公演　2010年2月12日（金）～2月21日（日） 世田谷パブリックシアター[3]（三軒茶屋）、3月18日（木）～3月20日（土）　東京芸術劇場（池袋）[2]

#### スタッフ
- 作:イプセン
- 上演台本:笹部博司
- 演出:栗山民也
- 美術:伊藤雅子
- 照明:沢田祐二
- 音響:秦大介
- 衣装:前田文子
- ヘアメイク:鎌田直樹
- 演出助手:大江祥彦
- 舞台監督:泉智幸
- ゼネラルプロデューサー:倉林敦夫、高橋一仁、笹部博司
- プロデューサー:海野緑、佐伯静雄
- 制作:藤本周二、焼山晴奈、滝北典子、中山静子
- 制作協力:オフィスサラ
- 製作:サンライズプロモーション東京、メジャーリーグ、無名塾
- 主催:テレビ朝日
- 後援:駐日本ノルウェー大使館

#### キャスト
- ジョン・ガブリエル・ボルクマン:仲代達矢
- グンヒル:大空眞弓
- フォルダル:米倉斉加年
- エルラ:十朱幸代

### ヨン・ガブリエル・ボルクマン
イプセンを上演する会、研究公演

#### 公演期間
- 2012年1月6日（金）～1月8日（日） 中板橋イプセンスタジオ（中板橋）

#### スタッフ
- 作:イプセン
- 訳:毛利三彌
- 演出・美術:花島宣人
- 照明:村上みゆき
- 制作:西田正
- 協力:アクターズ・ジム、劇団テアトロ<海>
- 後援:ノルウェー王国大使館
- 企画・制作:イプセンを上演する会

#### キャスト
- ヨン・ガブリエル・ボルクマン:野村尊司
- グンヒル・ボルクマン夫人:野村裕美
- エルハルト・ボルクマン:山崎永之
- エルラ・レントハイム嬢:小川恵子
- ファニィ・ウィルトン夫人:柏文麻
- ヴィルヘルム・フォルダール:望月淳
- フリーダ・フォルダール:YUKA
- ボルクマン夫人の小間使:月尾由佳